# Pierre Lemaitre
Pierre Lemaitre (ur. 19 kwietnia 1951 w Paryżu) – francuski pisarz, autor powieści kryminalnych.

## Życiorys
W młodości mieszkał w Aubervilliers i Drancy. Z wykształcenia jest psychologiem, przez wiele lat pracował jako nauczyciel w kształceniu zawodowym dorosłych. Od 2006 utrzymuje się z pisania powieści i scenariuszy. Jest autorem powieści kryminalnych, twórcą postaci Camille'a Verhoevena – komisarza paryskiej policji, mierzącego niecałe 150 cm wzrostu, a także twórcą powieści spoza tego cyklu. Za jedną z nich, Do zobaczenia w zaświatach  (Au revoir là-haut), otrzymał w 2013 nagrodę Goncourtów. Jej akcja rozgrywa się w ostatnich dniach I wojny światowej i po jej zakończeniu, głównymi bohaterami są dwaj żołnierze – z powodu wojennej traumy i odniesionych ran – mający problemy z przystosowaniem się do cywilnego życia w zmienionym przez wojnę społeczeństwie.

## Twórczość
Cykl Camille Verhoeven
- Koronkowa robota (Travail soigné, 2006)
- Alex (Alex, 2011)
- Les Grand Moyens, 2011; wznowienie pod tytułem Rosy & John, 2013
- Ofiara (Sacrifices, 2012)

Inne powieści
- Ślubna suknia (Robe de marié, 2009)
- Zakładnik (Cadres noirs, 2010)
- Do zobaczenia w zaświatach (Au revoir là-haut, 2013)
- Trzy dni i jedno życie (Trois jours et une vie, 2016)